# Bivošćak
Bivošćak je nenaseljeni otočić zapadno od otoka Molata. Od obale Molata je udaljen oko 2 km.
Površina otoka je 586 m2, a visina oko 6 metara.